# Alexandra Gleditsch Melgaard
Alexandra Gleditsch Melgaard (2 aprile 2006) è una sciatrice alpina norvegese.

## Biografia
Attiva dal novembre del 2023, Alexandra Gleditsch Melgaard ha esordito in Coppa Europa il 17 marzo 2025 a Kvitfjell in supergigante (28ª); non ha debuttato in Coppa del Mondo e non ha preso parte a rassegne olimpiche o iridate.

## Palmarès

### Coppa Europa
- Miglior piazzamento in classifica generale: 176ª nel 2025

### Campionati norvegesi
- 2 medaglie:
  - 2 bronzi (supergigante nel 2024; discesa libera nel 2025)